# ريتشارد بي ماكورميك
ريتشارد بي ماكورميك (بالإنجليزية: Richard P. McCormick)‏ هو مؤرخ أمريكي، ولد في 24 ديسمبر 1916 في Ridgewood, Queens ‏ في الولايات المتحدة، وتوفي في 16 يناير 2006 في Bridgewater Township, New Jersey ‏ في الولايات المتحدة.